# エルバート・ヘンリー・ゲーリー
エルバート・ヘンリー・ゲーリー（Elbert Henry Gary、1846年10月8日 - 1927年8月15日）は、アメリカ合衆国の弁護士、実業家、裁判官、執行役員。USスチール第二代社長。鉄鋼価格固定化のため、ピッツバーグ・プライス制を定めたことでも知られる。

## 略歴

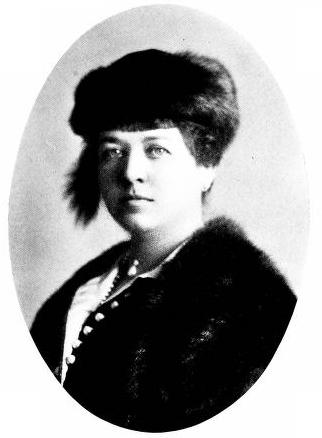
2人目の妻のエマ・T・タウンゼント（1916年）

イリノイ州ウィートンの生まれ。もとはイリノイ州の郡判事、シカゴ弁護士会会長を務め、1890年代には、イリノイ法曹界の中心的存在であった。1898年に製鋼会社フェデラルの設立に際し社長に就任しその後実業家となる。1901年にパートナーのジョン・モルガン、アンドリュー・カーネギー、チャールズ・M・シュワブを結集。USスチールの主要な創設者となる。その後USスチール設立に力を注ぎ、1903年より代表取締役社長となる。
1906年に設立したインディアナ州ゲーリーは鉄鋼の町で、彼の名前に由来する。またウェストバージニア州ゲーリーも彼にちなんで名付けられた。トラストバスティングで当時大統領であった、セオドア・ルーズベルトが、ゲイリーは鉄鋼トラストの責任者であると述べたとき、ゲイリーはそれを褒め言葉だと考えた。 2人の男性は、ルーズベルトが他の信託の指導者とコミュニケーションをとったのとは異なり、非対立的な方法でコミュニケーションを取っていたのである。